# چه زندگی شگفت‌انگیزی
چه زندگی شگفت‌انگیزی یا زندگی شگفت‌انگیز است (به انگلیسی: It's a Wonderful Life) فیلمی به کارگردانی فرانک کاپرا محصول سال ۱۹۴۶ ایالات متحدهٔ آمریکا است.
این فیلم توسط بنیاد فیلم آمریکا (بفا) به‌عنوان تأثیرگذارترین فیلم تاریخ سینما انتخاب شده‌است. این فیلم برنده اسکار دستاوردهای فنی شد.

## داستان
جرج بیلی (جیمز استوارت) مرد مهربان و مردم‌دوستی است که پس از ورشکست شدن تصمیم به خودکشی می‌گیرد؛ اما فرشته‌ای به نام کلارنس مأمور می‌شود به روی زمین برود و زندگی او را نجات بدهد….

## بازیگران
- جیمز استوارت در نقش جرج بیلی
- دانا رید در نقش ماری هاچ
- لیونل باریمور در نقش آقای پاتر
- توماس میچل در نقش عمو بیلی
- هنری تراورز در نقش کلارنس (فرشته نگهبان جرج)
- بولا بوندی در نقش خانم بیلی (مادر جرج و هری)
- فرانک فیلن در نقش ارنی (راننده تاکسی)
- وارد باند در نقش برت (مأمور پلیس)
- گلوریا گراهام در نقش وایولت
- هنری بایرون وارنر در نقش آقای گاور
- تاد کارنز در نقش هری بیلی (برادر جرج)
- ساموئل اس هیندز در نقش آقای بیلی (پدر جرج)
- مری ترین
- ویرجینیا پتن
- چارلز ویلیامز
- سارا ادوارد
- ویلیام ادموندز
- چارلز سالیوان
- بروکس بندیکت

## دربارهٔ فیلم
چه زندگی شگفت‌انگیزی در سال ۱۹۴۶ ساخته شده، اما اکران عمومی آن به دلیل معضلات روحیِ مردم پس از جنگ با اقبال مواجه نشد و تنها سال‌ها بعد در نسخه‌های خانگی توفیق یافت. موضوع این فیلم، به دلیل پرداختن به گرفتاری‌های روح بشری هیچگاه تازگی خود را از دست نداد، آنچنان‌که راجر ایبرت در تحلیلی گفته‌است: «نکتهٔ مهم دربارهٔ چه زندگی شگفت‌انگیزی این است که گذشت زمان را خوب تاب آورده؛ مثل کازابلانکا از آن فیلم‌های جاودانه است که با گذشت زمان، بهتر هم می‌شود». طرح اصلی فیلم حول زندگی جورج بیلی است که به دلیل ناکامی‌های متعدد در زندگی، قصد خودکشی دارد، اما این فرصت را پیدا می‌کند که زندگی‌اش را بدون حضور خودش و اتفاقاتی که در نبودش برای اطرافیانش روی می‌دهد ببیند. برخی معتقدند طرح اولیهٔ فیلم با اقتباس از داستان کوتاهی از فیلیپ ون دورن استرن با نام «بزرگ‌ترین هدیه» نوشته شده‌است.